# Фредди против Джейсона
«Фре́дди про́тив Дже́йсона» (англ. Freddy vs. Jason) — американский слэшер 2003 года, снятый режиссёром Ронни Ю. Является кроссовером двух популярных хоррор-франшиз — восьмой из киносериала о Фредди Крюгере и одиннадцатый из киносериала о Джейсоне Вурхизе.

## Сюжет
Со времени своего последнего поражения Фредди Крюгер был в Аду и не мог вторгаться в детские сны, поскольку взрослые Спрингвуда пошли на крайность, чтобы убедиться, что их дети забыли его; все упоминания о Фредди были удалены из публичных записей, а все дети, которые видят его во сне, принудительно помещаются в психиатрическую больницу Вестин-Хиллз и принимают препарат для подавления сновидений — «Гипносил». Используя оставшуюся у него силу, Фредди воскрешает Джейсона Вурхиза. Появляясь в облике матери Джейсона, Памелы Вурхиз, он манипулирует Джейсоном, заставляя его убивать подростков Спрингвуда, чтобы посеять в горожанах страх, что Фредди вернулся, что позволило бы ему восстановить свои силы.
Тем временем Лори Кэмпбелл, которая живёт со своим овдовевшим отцом, устраивает вечеринку с ночёвкой со своими подругами Киа и Гибб. Позже к ним присоединяются Трей, эмоционально оскорбительный бойфренд Гиба, и его друг Блейк. Джейсон входит в дом и убивает Трея, и полиция подозревает Фредди. После ночного кошмара Блейк просыпается и обнаруживает, что Джейсон обезглавил его отца, который затем убивает самого Блейка. На следующий день полиция называет это убийством-самоубийством, надеясь скрыть возвращение Фредди от остального города.
В это время бывший бойфренд Лори Уилл Роллинс и его друг Марк Дэвис, которые являются принудительными пациентами психиатрической больницы Вестин-Хиллз из-за их предыдущего контакта с Фредди, видят новостной репортаж об убийствах, который побуждает их сбежать и вернуться в Спрингвуд, чтобы предупредить Лори о Фредди. В ту ночь Лори и остальные посещают вечеринку на кукурузном поле. Фредди пытается убить Гибб в ночном кошмаре, но Джейсон опережает в реальном мире, разозлив Фредди, который понимает, что из-за убийств Джейсона у него не будет жертв.
Уилл, Лори и Киа сбегают с места вечеринки вместе со школьным ботаником Чарли Линдерманом и наркоманом Биллом Фрибургом. После высадки последних троих и конфронтации с доктором Кэмпбеллом (который был ответственен за отправку Уилла и Марка в Вестин-Хиллз) из-за уверенности Уилла в том, что он видел, как отец Лори убил её мать, Уилл и Лори направляются к дому Марка, только чтобы увидеть, как его убивает Фредди. Помощник шерифа Скотт Стаббс, полагая, что Джейсон — убийца-подражатель, решает помочь Лори и её друзьям, которые разгадывают план Фредди. Узнав о Гипносиле, они пытаются найти его в Вестин-Хиллз; однако Фредди овладевает Фрибургом, используя его, чтобы избавиться от лекарства. Появляется Джейсон и убивает Стаббса электрическим током. Фредди использует одержимого Фрибурга, чтобы усыпить Джейсона, заставляя его заснуть после того, как он разрубил Фрибурга пополам.
Подростки разрабатывают план, как вытащить Фредди из мира снов в реальность и заставить его сразиться с Джейсоном, вернув спящего Джейсона домой, на Хрустальное озеро, где ведётся строительство недвижимости. Фредди сражается с Джейсоном в мире снов, где обнаруживает, что Джейсон подсознательно боится утонуть. Фредди использует это в своих интересах, и Джейсон начинает бояться, возвращаясь к своему детству. Лори засыпает, чтобы вытащить Фредди и спасти Джейсона. Пока Фредди пытает Лори в мире снов, попутно рассказывая, что именно он убил её мать, Джейсон просыпается в реальном лагере на Хрустальном озере и преследует подростков, убивая Линдермана. Лори просыпается и вытаскивает Фредди в реальный мир, где он сталкивается с Джейсоном.
Фредди и Джейсон дерутся по всему лагерю, в процессе Джейсон убивает Киа. Фредди использует строительную площадку, чтобы одержать верх, и отрубает Джейсону пальцы, забирая его мачете. Когда Фредди набрасывается на Джейсона, Лори отвлекает его, прежде чем Джейсон пробивает своей рукой без пальцев туловище Фредди. Фредди в отместку вонзает мачете Джейсона ему в грудь, а Джейсон отрывает Фредди руку с перчаткой. Лори и Уилл поджигают причал, в результате чего взорвались многочисленные баллоны с пропаном, а Фредди и Джейсон упали в озеро. Лори и Уилл обнимаются, однако Фредди пробирается к ним по причалу и собирается убить пару мачете Джейсона, но Джейсон протыкает его когтистой рукой, позволяя Лори обезглавить Фредди мачете. Джейсон падает с причала, а голова и тело Фредди погружаются в озеро, оба кажутся мёртвыми. Бросив мачете там, где Джейсон погрузился в воду, Лори и Уилл уходят.
На следующее утро Джейсон выходит из воды, держа в руках своё мачете и отрубленную голову Фредди. Фредди подмигивает, и его смех слышен на заднем плане, оставляя победителя в двусмысленном положении.

## В ролях
| Актёр            | Роль              |
| ---------------- | ----------------- |
| Роберт Инглунд   | Фредди Крюгер     |
| Кен Кирзингер    | Джейсон Вурхиз    |
| Моника Кина      | Лори Кэмпбелл     |
| Джейсон Риттер   | Уилл Роллинс      |
| Келли Роуленд    | Киандра Уотерсон  |
| Кристофер Маркет | Чарлтон Линдерман |
| Брендан Флетчер  | Маркус Дэвис      |
| Лохлин Манро     | офицер Стаббс     |
| Кэтрин Изабель   | Габриэлла Смит    |

| Актёр        | Роль            |
| ------------ | --------------- |
| Кайл Лейбен  | Уиллард Фрибург |
| Джесси Хатч  | Тревор          |
| Дэвид Копп   | Блейк           |
| Том Батлер   | доктор Кэмпбелл |
| Зак Уорд     | Бобби Дэвис     |
| Гарри Чок    | шериф Уилльямс  |
| Одесса Манро | Хизер           |
| Крис Готье   | Шэк             |
| Пола Шоу     | Памела Вурхиз   |

## Производство

### Идея и покупка прав
Франшиза фильмов ужасов «Пятница 13-е» принадлежала студии Paramount Pictures, это были одни из немногих фильмов ужасов которые выпускала студия в основном специализировавшаяся на семейных фильмах. Данная серия фильмов была одной из самых известных на то время. Начиная с 1980 года, студия выпустила восемь «Пятниц» всего за десять лет, сделав Джейсона Вурхиза одной из «икон» фильмов ужасов своего времени. Первый «Кошмар на улице Вязов» вышел на экраны в 1984 году, его выпустила студия New Line Cinema. Основанная в 1967 году Робертом Шейем как компания, занимающаяся дистрибуцией художественных и зарубежных фильмов, New Line начала выпускать свои собственные проекты через десять лет после основания. Семь лет спустя они добились крупного успеха благодаря неожиданно сильному приёму «Кошмара», который принёс студии репутацию «Дома, который построил Фредди». Начиная с 1984 года, New Line выпустила пять «Кошмаров» до конца десятилетия. Одним из первых кто озвучил идею кроссовера двух франшиз был сценарист «Кошмара на улице Вязов 2: Месть Фредди» (1985) Дэвид Часкин. Летом 1985 года на съёмках в Лос-Анджелесе он сказал журналисту об идее кроссовера. К тому времени вышло уже четыре фильма серии «Пятница 13-е».
Предварительные обсуждения проекта начались на студии Paramount в 1986 году после выхода фильма «Пятница, 13-е — Часть 6: Джейсон жив!» (1986). Тема возникла в результате дискуссии о будущем франшизы между президентом студии Фрэнком Манкузо-младшим и режиссёром «Пятница, 13-е — Часть 6: Джейсон жив!» Томом Маклафлином. Полагая, что совместная работа будет иметь большой кассовый успех, студия обратилась к New Line с этой идеей. New Line была согласно с тем, что идея хорошая. Как и Paramount, New Line была согласна на кроссовер только при условии, что они смогут лицензировать персонажа своего конкурента, чтобы самим снять и распространять фильм. Такое соглашение означало, что одна студия получала фиксированную лицензионную плату, в то время как другая сборы с проката фильма. Упрямство обоих компаний быстро привело переговоры в тупик. Спустя несколько лет режиссёр фильма «Пятница, 13-е — Часть 4: Последняя глава» (1984) Джозеф Зито попытался возродить проект, надеясь стать его режиссёром. Манкузо и Шей по-прежнему были заинтересованы в создании фильма, но оба продолжали стоять на своих условиях и переговоры опять зашли в тупик.
Начиная с 1990-х годов, росло беспокойство, что франшизы достигли своего коммерческого пика. Последний фильм компании Paramount, «Пятница, 13-е — Часть 8: Джейсон штурмует Манхэттен» (1989), был одновременно самым крупнобюджетным и самым низкоприбыльным на сегодняшний день. Кассовые сборы «Пятницы» пошли на спад после выхода третьей части, но поскольку прибыль обычно держалась на уровне 20 миллионов долларов, студия продолжала снимать продолжения. Учитывая данные факторы, Джейсон стал менее важен студии. New Line также обратила внимание на то, что некогда флагманская франшиза приносит всё меньше денег. «Кошмар на улице Вязов 5: Дитя сна» (1989) собрал менее половины того, что заработали два его предшественника, и получил значительно худшие отзывы. А журнал Variety даже назвал фильм «плохо сделанной витриной спецэффектов». А следующий фильм «Кошмар на улице Вязов 6: Фредди мёртв» (1991) получил ещё более плохие отзывы. Даже Роберт Инглунд, исполнитель роли Фредди Крюгера, позже писал в своей автобиографии: «Если быть на сто процентов честным, я признаю, что в „шестом кошмаре“ мы перепрыгнули через барьер». New Line публично пообещала на время приостановить выход сиквелов «Кошмара на улице Вязов», у Paramount также не было намерения снимать ещё одну «Пятницу».
Шон Каннингем был соавтором сценария, режиссёром и продюсером оригинального фильма «Пятница 13-е» (1980) и он тоже считал, что объединение двух франшиз разумный шаг. Его продюсерской команде понравилась эта концепция, что позволило ему обратиться к New Line с предложением о такой возможности. Студия снова подтвердила свою заинтересованность в проекте, но при условии, что именно она будет заниматься его производством и распространением. Связавшись с Paramount, Каннингем обнаружил, что студия больше не обращает внимания на слэшеры. Приняв во внимание снижение прибыли от последних двух фильмов «Пятницы», Paramount согласилась на сделку, но в сделку входил только персонаж Джейсон Вурхиз и связанные с ним сюжетные элементы, а не сам бренд. Это означало, что New Line теперь может снимать любой фильм о Джейсоне, главное, чтобы он не назывался «Пятница 13-е». Это было прорывное соглашение. Контактным лицом Каннингема в New Line был тогда двадцатисемилетний Майкл Де Лука, президент компании по производству. На протяжении большей части разработки фильма «Фредди против Джейсона» Каннингем и Де Лука были самыми главными людьми в производстве. Ни один сценарий не мог продвинуться вперёд без их совместного одобрения.

### Сценарий
В своей книге 2017 года «Slash Of The Titans: The Road to Freddy vs. Jason» — о длительном процессе разработки и съёмок фильма «Фредди против Джейсона» — автор Дастин МакНил рассказал о более ранних версиях сценария, написанного в разные годы задолго до начала съёмочного процесса картины 2003 года.

## Съёмки

### Локации
Основные съёмки проходили в Ванкувере, Канада. «Начальная школа Керрисдэйл» стала «Старшей школой Спринвуда»; дома Марка и Блейка расположены в Северном Ванкувере; в фильме использовали фасад другого дома в качестве особняка № 1428 на улице Вязов — реальное строение расположено также в Ванкувере по адресу: 3258, West 36th Avenue.

## Удалённые и альтернативные сцены

### Альтернативное начало
Удлинённая версия сцены, в которой мальчик Билли просит Хизер остаться с ним, пока он не заснёт. Она отказывается и затем отправляется на озеро. После того, как Хизер видит Джейсона, девушка возвращается к хижине и просит Билли впустить её. На что мальчик показывает ей средний палец и отправляется спать (часть этой сцены использована в конечной версии фильма).

### Удалённые сцены
- Трей говорит Гибб, что простыни грязные, и она должна поменять их, прежде чем они займутся любовью.
- Доктор Кемпбелл забирает Лори из полицейского участка.
- Лори соскребает краску с входной двери своего дома.
- Лори, Киа и Гибб уезжают на вечеринку.
- Лори, Киа и Гибб приезжают на вечеринку.
- Санитар осматривает припадочного больного в Уэстен Хиллс.
- Директор Шей уговаривает Марка и Уилла вернуться в Уэстен Хиллс.
- Переломленный пополам Трей появляется в кошмаре Гибб.
- Марк видит на мониторе компьютера, как его брат совершает самоубийство.
- Марка тошнит, и из него вылезают угри.
- Гибб кричит в школьном коридоре: «Хватит на меня пялиться!».
- Уилл говорит Лори, что никогда её больше не бросит, если она вернётся живой.
- Лори, Уилл, Киа, Линдерман, Фрибург и офицер Стаббс разделяются на две группы, чтобы найти Гипносил.
- Линдерман извиняется перед Киа за то, что он ей сказал.
- Киа целует Линдермана и говорит, что убьёт его, если он кому-нибудь расскажет об этом.
- Удлинённая версия сцены сражения Фредди и Джейсона в горящей хижине. Лори кричит: «Фредди против Джейсона. Делайте свои ставки!» (эта сцена есть в прокатном ролике).

### Альтернативные финалы
В альтернативном финале картины — два месяца спустя после событий на Хрустальном озере — Лори и Уилл занимаются любовью. Когда же девушка говорит, что юноша слишком настойчив, перед Лори оказывается Фредди. Он заносит над ней руку, готовый нанести удар. Судя по всему, в этой версии сценария Лори погибает. Эта сцена появляется на DVD.
В другой неснятой версии, Фредди и Джейсон продолжают борьбу в Аду, но неожиданно появляется главный злодей из ещё одного популярного сериала ужасов — Пинхэд из «Восставшего из Ада». Как бы то ни было эту версию быстро отклонили, так как компания не захотела выкупать права ещё и на этого героя.
В третьей версии финала Фредди и Джейсона затягивает в чёрную дыру на дне высохшего «Хрустального озера». На следующее утро Лори и её отец, доктор Кемпбелл, оказываются рядом с дырой. Там доктор Кемпбелл обнаруживает перчатку Фредди. Он поднимает её, и в этот момент из-под земли появляется рука в полосатом свитере и затягивает доктора Кемпбелла в землю.

## Саундтрек

### Альбом с песнями
Песня «How Can I Live» в исполнении Ill Niño стала главным синглом из второго альбома группы «Confession», а также появилась в альбоме-саундтреке и звучала в финальных титрах фильма «Фредди против Джейсона». На песню сняли музыкальный клип, в котором героиня в исполнении актрисы Сандры МакКой идёт по улице Вязов, спасаясь от невидимого преследователя.

### Музыка Ревелла
Музыку к фильму написал композитор Грэм Ревелл.
1. The Legend
2. The House On Elm Street
3. Girl With No Eyes
4. The Psych Ward
5. Gibb Meets Freddy
6. Will’s Story
7. French Kiss
8. The Control Room
9. Jason’s Surprise Attack
10. Jason’s First Dream
11. Stoner Creature
12. Freddy’s Dream World
13. Jason Unmasked
14. In the Library
15. Freddy Gets Young Jason
16. Wake Up Lori
17. Freddy In The Real World
18. Fight On The Dock
19. Freddy Expires
20. Is It Ever Over?

## Релиз
«Я буду первый в очереди... в глубине души я знаю, что это будет ужасно, но я всё равно буду там. Каждый, кто пойдёт, будет таким же, как я, выложит деньги за билет, зная, что сама идея смехотворна, подстава, которая может понравиться только бухгалтеру студии, и всё же... может быть, это будет хорошо. Даже если нет, вспомните, что сказал Верн Тессио в фильме „Останься со мной“ о противостоянии Супермена и Могучего Мышонка. Неважно, кто победит, это будет хороший бой».

### Кассовые сборы
Премьера фильма в США и Канаде состоялась 15 августа 2003 года. При бюджете $30 млн, мировые кассовые сборы в составили $114 млн. В России картина заработала $1 238 562,а в США — $31 703 467.

### Новелизация
Издательство «Black Flame» выпустило одноимённый роман 29 июля 2003 года. Книгу написал Стивен Хэнд (англ. Stephen Hand), через год написавший роман «Техасская резня бензопилой». Как и другие произведения, написанные по мотивам фильмов студии «New Line Cinema», сюжет чётко следует событиям картины, хотя в ней есть несколько отличий — к примеру, роман заканчивается сценой, которая является альтернативным финалом фильма, когда Лори и Уилл собираются впервые заняться сексом. В 2005 году в России издательством «Амфора» книга была выпущена на русском языке.

### Выход на видео в России
В 2004 году фильм вышел на VHS и DVD. Дистрибуцией занималась компания «Премьер Видео Фильм». Звук — английская и русская дорожки — был представлен в «Dolby Digital 5.1». Параметры картинки — WideScreen 2.35:1.
Фильм включён в список запрещённых к распространению в Республике Беларусь.

## Адаптации и упоминания